# Gud säger, att den salig är
Gud säger, att den salig är är en gammal psalm i tolv verser vars ursprung enligt 1937 års psalmbok är av okänt tyskt ursprung från 1652 som översattes av Haquin Spegel 1694. Vem som bearbetat texten att successivt minska till sju och småningom fyra verser framgår inte av psalmböckerna.
Texten i 1695 års psalmbok börjar med:
Gudh säger at then salig är
Som altijd warder funnen
Melodin publicerad i Teutsch Kirchenampt, en koralbok från 1525, tryckt i två delar i Strassburg. Enligt 1697 års koralbok används melodin även till psalmerna Min siäl skal uthaf hiertans grund (nr 108), O Gud, det är en hjärtans tröst (nr 231), O Gud, som hörer allas röst (nr 233), Som dig, Gud, täckes, gör med mig (nr 264).
I samband med 1819 års psalmbok eller vid nytrycket 1921 ändrades melodin till samma melodi som O Jesus Krist som mänska blev (1695 nr 120) enligt uppgifterna i 1921 års koralbok med 1819 års psalmer.

## Publicerad som
- Nr 276 i 1695 års psalmbok under rubriken "Emot Okyskhet och Skörlefnad".
- Nr 292 i 1819 års psalmbok med sju verser, under rubriken "Kristligt sinne och förhållande - I allmänhet: Förhållandet till oss själva och nästan: Kyskhet".
- Nr 348 i 1937 års psalmbok med fyra verser, under rubriken "Trons vaksamhet och kamp".